# Melanargia evartianae
Melanargia evartianae är en fjärilsart som beskrevs av Wagener 1976. Melanargia evartianae ingår i släktet Melanargia och familjen praktfjärilar. Inga underarter finns listade i Catalogue of Life.